# ウインズ新宿
ウインズ新宿（ウインズしんじゅく）は、東京都新宿区新宿四丁目にある日本中央競馬会 (JRA) の場外勝馬投票券発売所 (WINS) である。

## 概要
現在の建物は2014年4月26日にオープンした。地上7階地下2階建てで、発売所は2階から6階までの間にあり、1階は通路で地下1階は駐輪場となっている。

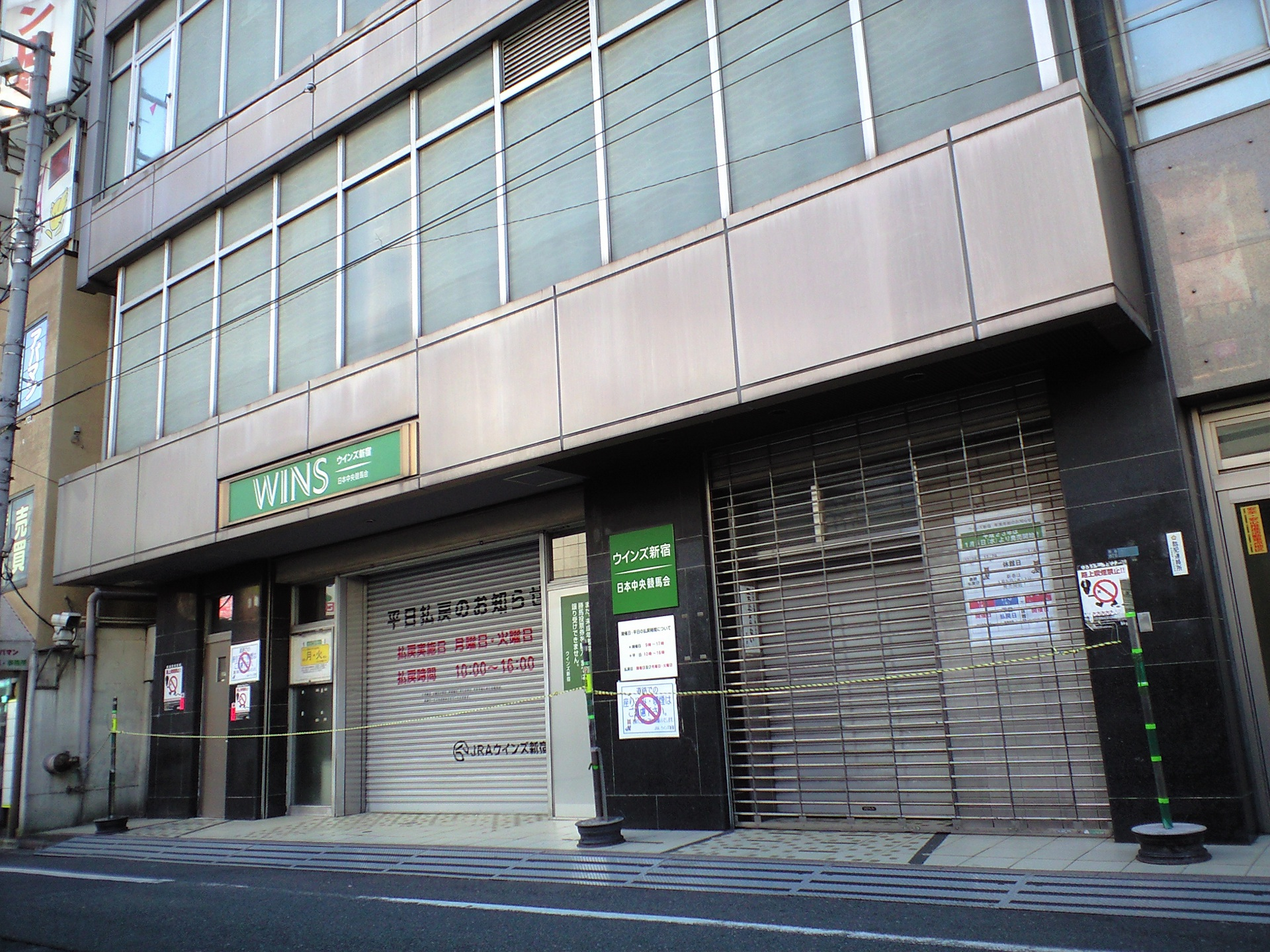
建て替え前のウインズ新宿

建て替え前は関東地区のウインズで唯一自動投票券売機のないウインズであった。古いビルの為に券売機を入れると底が抜けるおそれがあったためとされる。また有馬記念や東京優駿（日本ダービー）などの大レースのときは、狭い場所ゆえ一度入場すると投票するのも退場するのも困難で、そのため大レースの日は、単勝・複勝のみ全レース、連勝式をメインレースと最終レースのみ発売し混雑緩和を行っていた。
それでも立地条件ゆえかJR新宿駅新南口（旧改札時代）まで列ができて、入場規制が行われたことがあった。その上、階段が狭い上にベンチがないことから座り込んでいる人がおり上るのも下るのも苦労する始末であった。長らくの間、建て替え工事が行われることがなく昭和の雰囲気を残すウインズであったが、2011年に発生した東日本大震災の影響で、ウインズ新宿にも壁面破損等の被害が発生。建替工事を行うことになり営業休止となった（平日払戻サービスのみ、2011年5月30日までは行われた）。
その後、2014年に建て替え工事が完了し、4月26日より営業を再開している。
2006年10月5日には「『ウインズ新宿』が消える!?入居ビル、競売に」（夕刊フジ）と報じられた。この報道では「2008年までの契約だがビルのオーナー側が赤字で売却を行うことを検討しているため、新しいオーナー次第では存続が不透明」と報じられていたが、その後ビルは売却されたもののウインズの運営は継続された。

## 発売・払戻時間

### 開催日
- 発売

原則として9時から
前日発売：17時まで
金曜発売：実施
- 払戻

原則として9時から

### 非開催日
- 払戻

月曜日の10時から16時
年末年始・祝日・振替休日は休務日

## 発売レース
2015年1月4日から100円以上100円単位で全レース発売されている。(2014年12月28日までは200円以上100円単位で発売されていた。)
以前は発売単位が1,000円、単複は全レース、連勝式は後半4レースのみ発売、特定GI（日本ダービー、有馬記念）は単複は全レース、連勝式はメインと最終の2レースのみを発売し、発売制限を行うことで混雑緩和を図っていた。その後は発売レース数を増加させ発売単位も下げていった。
2017年5月26日から2021年12月24日までウインズ後楽園、ウインズ梅田、ウインズ難波で実施している金曜日発売をウインズ新宿でも行っていたが、現在は全てのウインズで金曜日発売を休止している。

## 交通
- 東京地下鉄各線・都営地下鉄新宿線新宿三丁目駅から徒歩約3分
- 東日本旅客鉄道（JR東日本）各線・新宿駅新南口から徒歩約3分
- 都営地下鉄大江戸線・都営地下鉄新宿線新宿駅から徒歩約8分